# HIRO (お笑い芸人)
HIRO（ヒロ、1977年4月20日 - ）は、日本のお笑いタレント、俳優、声優、ナレーター、ラジオパーソナリティ、YouTuber。お笑いトリオ・安田大サーカスのボケ担当。中村部屋所属の元大相撲力士。和歌山県和歌山市出身。松竹芸能所属。ニックネームは「HIROくん」。大相撲時代の四股名は和歌桜（わかざくら）、最高位は序二段163枚目。血液型O型、星座おうし座。

## 経歴
1977年4月20日、和歌山県和歌山市出身。
昔から太っており、小さいころから好き嫌いもなく出されたものは残さずに食べたという。両親が共働きで一人で食事をすることが多く、食事の適量が解からなかったことが肥満の原因とも語っている。そのため5歳で50kg、小学1年生で早くも60kg、6年生で120㎏、和歌山市立西脇中学校時代には150kg、中学校卒業時には190kgを超え、大相撲の世界に入ることとなった。中学校卒業後、中村部屋（師匠：元関脇・富士櫻…定年を機に閉鎖）へ入門し、15歳の時に本名の広瀬で1993年3月場所に初土俵を踏んだ。入門同期には、同じ中村部屋で後に関取まで昇進した須磨ノ富士、プロレスリング・エルドラド所属のプロレスラー・大鷲透がいた。翌5月場所から四股名を廣瀬富士と改め、序ノ口時代は後の幕内・琴春日を破るなど新弟子時代の成績は決して悪いものではなかった。同年7月場所には四股名を和歌桜と改めたが、厳しい稽古で体調を崩すことが多く長時間裸でいると下痢しやすい体質に悩んでいたこともあり、同年9月場所限りで引退。
大相撲を辞めた後は漁師をやっていたが、安田大サーカスの団長安田の話によると、「タイなどの大きな魚をとっていたと思ったらシラスをとっていた」。なお、漁師を辞めた原因が「シラスを食い過ぎたために漁師をクビになった」と言われていたが、それは本人が雑誌で否定している。また、トラック運転手をしていたこともある。トラックと言っても軽トラックで、同じ事務所の先輩であるよゐこの濱口優によれば、「前から見るときかんしゃトーマスみたいだった」という（また、松本人志も、山手通りでスクーターに乗った本人を目撃。スクーターが不憫でしょうがなかったと語っている）。なお、大型自動車免許を所持しており、よくロケバスの運転を任される時があるらしい。
吉本興業のNSCに入る意向もあったが、願書の応募締切が過ぎたために松竹芸能に入った。そこで団長安田、クロちゃんと出会い安田大サーカスを結成。
2016年の1年間で138kgあった体重を約20kg減らしたものの、2017年に入ってリバウンドした。2017年6月16日には脳出血で入院。命に別状はなく、麻痺などの後遺症もなかった。約1ヶ月の入院を経て、7月12日に退院。その後、140キロあった体重を92キロまで減量し、2024年2月現在では120キロまでリバウンドしたものの、カロリー制限などは行わなくてよくなっているという。
2017年、マーチン・サントフリート監督の映画『アウトサイダー』でハリウッド映画デビューを果たす。
2024年現在は地元の和歌山で、ローカルタレントとしての活動が多くなっている。

## 人物・エピソード
- 家族は両親と兄が1人。なお母親は2019年に他界している[7]。
- 松竹芸能に入ったきっかけは寿司店を営む両親の勧めで、元々口下手だった息子に「人前でも堂々と話せるように」なってほしかったからとのことであった。
- 相方のクロちゃんのことは2019年のインタビューで「世間からウソつきキャラみたいに言われていますが、僕らは何とも思っていなくて。だって、もともとウソつきですし、今の方が普通というか……昔はもっとひどかったですよ」と評しており、「クロちゃんは人としては0点ですが、芸人としては100点なので尊敬しています」とも語っている。また、健康状態を改善しようとするクロちゃんの努力は認めている[2]。

### 健康について
- 体重は最大で198キロまでになったことがある。自分でも太りすぎだと思い、何度かダイエットを敢行。もともと片頭痛持ちだったが、10～20キロほど痩せると収まっていたという[1]。
- 和歌山に滞在している時は医師の勧めで1日1500kcalまで抑えることにしたが、東京に戻るとまたもとの食生活に戻ってしまっていた[5]。
- そんななか、2017年に脳出血で倒れた際は、片頭痛の比ではない木刀で叩かれるような頭痛と嘔吐に見舞われ、タクシーで病院に向かったが病院から救急車を手配されて東京医大病院に緊急搬送された。搬送中に意識がなくなり、意識が戻ったのは2～3日後だった。意識がない間に痛みや苦痛からか錯乱して暴れたため、気が付いた時には身体拘束されていた[1][5]。
- 痩せたらデブキャラとしては活動できなくなり、実際にダイエットするたびに仕事が減ったため葛藤があった。また、倒れたあとは、命を取るか芸人を取るかでも悩んだという。だが団長や家族の涙は見たくないとダイエットを敢行し、「いろんな人に会えるし、いろんなところに行けるし。とにかく楽しいから」と芸人を継続している[1][5]。
- 脳出血で倒れる前は1日に5kgの食事を行い、冷凍庫に肉の塊10㎏を欠かさずストック。特に抹茶フラペチーノが大好きで、カフェのチェーン店にある一番大きなサイズを1日12杯くらい飲んでいた。本人は「振り返るとやっぱりひどいですよね」と語っている[2]。

## 出演
トリオでの活動は安田大サーカス#出演を参照。

### テレビ番組

#### 現在の出演番組
- オールスター後夜祭（不定期、TBS）
- 水曜日のダウンタウン（不定期、TBS）
- アメトーーク!（不定期、テレビ朝日）
- クイズプレゼンバラエティー Qさま!!（不定期、テレビ朝日）
- みんなで作る和歌山情報　わくわく編集部（2018年4月　- 、テレビ和歌山）- 編集部員 役

#### 過去の出演番組
- くりぃむナントカ（テレビ朝日）
- 天才てれびくんMAX（2005年4月14日・2007年度 - 2008年度、NHK教育）
- YOUたち!（日本テレビ）
- うり☆ひゃー!それいけ!安田探検隊（2007年10月6日 - 12月29日、沖縄テレビ）
- ジャンプ!○○中（2008年1月9日、フジテレビ）
- 関ジャニ∞のジャニ勉（2008年5月15日、関西テレビ）
- シルシルミシル（食べ物関連の検証企画に出演）
- クリスマス☆ゲームをやってみた「男女」で（2009年12月25日、ABC ）- 生徒 役
- フィッシング倶楽部（2010年4月 - 2020年9月、テレ玉など）
- ウンナンのラフな感じで。（幕下力士役でVTR出演）
- run for money 逃走中（フジテレビ）
  - 第18回「信長と忍者の里」（2010年10月10日） - 半蔵の部下 役
  - 第19回「激動明治の大事変」（2010年11月23日）- 人力車の乗客 役
  - 第34回「最後のサムライ」（2013年9月29日）- ヒロ太郎 役
- 所さんの目がテン! 「ゲゲゲ!!妖怪が居た!!」（2010年12月11日、日本テレビ） - 冒頭の小コントで子泣きじじい 役
- いきなり!黄金伝説。 5時間半スペシャル（2010年12月30日、テレビ朝日） - タカアンドトシの助っ人

### テレビドラマ
- 銭湯の娘!?（2006年1月31日 - 3月28日、毎日放送「ドラマ30」） - ウラン 役
- ミヤコ蝶々ものがたり 泣いて愛して笑わせて…（2007年3月15日、テレビ朝日）- 曲芸師ハジメコウ太 役
- ちりとてちん（2008年1月9日、NHK連続テレビ小説）- 天狗トリオ 役
- ヤスコとケンジ（2008年7月12日 - 9月20日、日本テレビ） - 赤川 役
- ヤング ブラック・ジャック（2011年4月23日、日本テレビ）- BJの患者 役
- 仮面ライダードライブ（2014年10月26日-11月16日、テレビ朝日）- 謎の男/クラッシュ 役
- ボク、運命の人です。（2017年5月13日、日本テレビ） - 大寒山関 役
- スペシャルドラマ必殺仕事人（2018年1月7日、テレビ朝日） - 越前屋 役

### 映画
- クラッシャーカズヨシ（2005年9月25日）- クチビールげ 役
- ユメ十夜（2007年、日活） 第十夜
- 釣りバカ日誌18 ハマちゃんスーさん瀬戸の約束（2007年） - 作業員 役
- 少林老女（2008年5月、ジョリーロジャー）
- TEAM NACS FILMS「N43°」（2009年2月21日）- 隊員 役
- 桜姫（2013年6月29日、SDP） - 越後屋宗兵衛 役
- アウトサイダー（2018年3月9日）- サトル 役[6]

### 声優

#### アニメ映画
- 劇場版BLEACH MEMORIES OF NOBODY（2006年12月16日、東宝）- 本人 役

#### パチスロ
- 安田大サーカス（2007年3月、バルテック）- 本人 役

#### 特撮
- トミカヒーローシリーズ - シーカの声 役
  - トミカヒーロー レスキューフォース（2008年 - 2009年、テレビ愛知）
  - トミカヒーロー レスキューフォース 爆裂MOVIE マッハトレインをレスキューせよ!（2008年12月20日、 松竹）
  - 爆走!トミカヒーローグランプリ（2008年12月20日、 松竹）
- ウルトラマンデッカー最終章 旅立ちの彼方へ…（2023年2月23日） - クカラッチ星人の声 役[8]

### CM
- フクピカ（SOFT 99）
- 肌研（ハダラボ） - 化粧水の極潤ヒアルロン液（ロート製薬）
- ボールド（P&Gジャパン）
- こてっちゃん（エスフーズ）

### 舞台
- 「銀座の恋人たち 〜君を忘れない〜 」（2011年1月20日 - 23日、新宿シアターモリエール）

### ラジオ
- 安田大サーカスHIROの男じゅく。（2021年4月4日-、WBS和歌山ラジオ放送）

## 大相撲時代の成績
| | 一月場所 初場所（東京） | 三月場所 春場所（大阪） | 五月場所 夏場所（東京） | 七月場所 名古屋場所（愛知） | 九月場所 秋場所（東京）    | 十一月場所 九州場所（福岡） |
| --- | ----------------------- | ----------------------- | ----------------------- | --------------------------- | -------------------------- | --------------------------- |
| 1993年 （平成5年） | x                       | （前相撲）              | 西序ノ口32枚目 5–0–2    | 西序二段163枚目 3–4         | 西序二段183枚目 引退 0–0–7 | x                           |
| 各欄の数字は、「勝ち-負け-休場」を示す。 優勝 引退 休場 十両 幕下 三賞：敢=敢闘賞、殊=殊勲賞、技=技能賞 その他：★=金星 番付階級：幕内 - 十両 - 幕下 - 三段目 - 序二段 - 序ノ口 幕内序列：横綱 - 大関 - 関脇 - 小結 - 前頭（「#数字」は各位内の序列） |                         |                         |                         |                             |                            |                             |

### 改名歴
- 広瀬 康幸（ひろせ やすゆき）1993年3月場所
- 廣瀬富士 康幸（ひろせふじ やすゆき）1993年5月場所
- 和歌桜 康幸（わかざくら やすゆき）1993年7月場所 - 9月場所